# ألكسندر سفيتكوفيتش (لاعب كرة قدم)
ألكسندر سفيتكوفيتش هو لاعب كرة قدم صربي في مركز الدفاع، ولد في 4 يونيو 1995 في Prokuplje ‏ في صربيا. لعب مع نادي ياغودينا.

## وصلات خارجية
- ألكسندر سفيتكوفيتش على موقع قاعدة بيانات كرة القدم.إي يو (الإنجليزية)
- ألكسندر سفيتكوفيتش على موقع Soccerway.com (الإنجليزية)
- ألكسندر سفيتكوفيتش على موقع عالم كرة القدم.نت (الإنجليزية)